# 伊夫雷
伊夫雷（法語：Ivrey，法語發音：[ivʁɛ]）是法国汝拉省的一个市镇，位于该省中部，属于隆斯勒索涅区。

## 地理
伊夫雷（46°59'25"N, 5°53'39"E）面积6.67 平方千米，位于法国勃艮第-弗朗什-孔泰大區汝拉省，该省份为法国东部内陆省份，北起上索恩省，西北接科多尔省，西临索恩-卢瓦尔省，南至安省，东与杜省和瑞士接壤。
与伊夫雷接壤的市镇（或旧市镇、城区）包括：巴尔特朗、萨兰莱班、圣蒂耶博、菲略斯河畔拉沙佩勒、比村、米永。

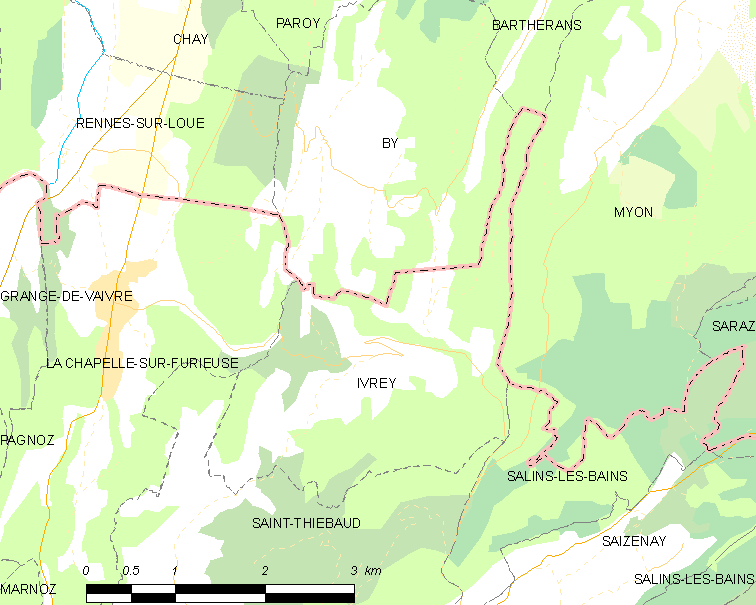
伊夫雷的OSM定位图

伊夫雷的时区为UTC+01:00、UTC+02:00（夏令时）。

## 行政
伊夫雷的邮政编码为39110，INSEE市镇编码为39268。

## 政治
伊夫雷所属的省级选区为阿尔布瓦县。

## 人口

1962-2008年间伊夫雷人口变化图示

伊夫雷于2022年1月1日时的人口数量为62人。